# Teratosphaeria syncarpiae
Teratosphaeria syncarpiae är en svampart som först beskrevs av Carnegie & M.J. Wingf., och fick sitt nu gällande namn av Carnegie & M.J. Wingf. 2009. Teratosphaeria syncarpiae ingår i släktet Teratosphaeria och familjen Teratosphaeriaceae.   Inga underarter finns listade i Catalogue of Life.